# Stele Maraş C/4

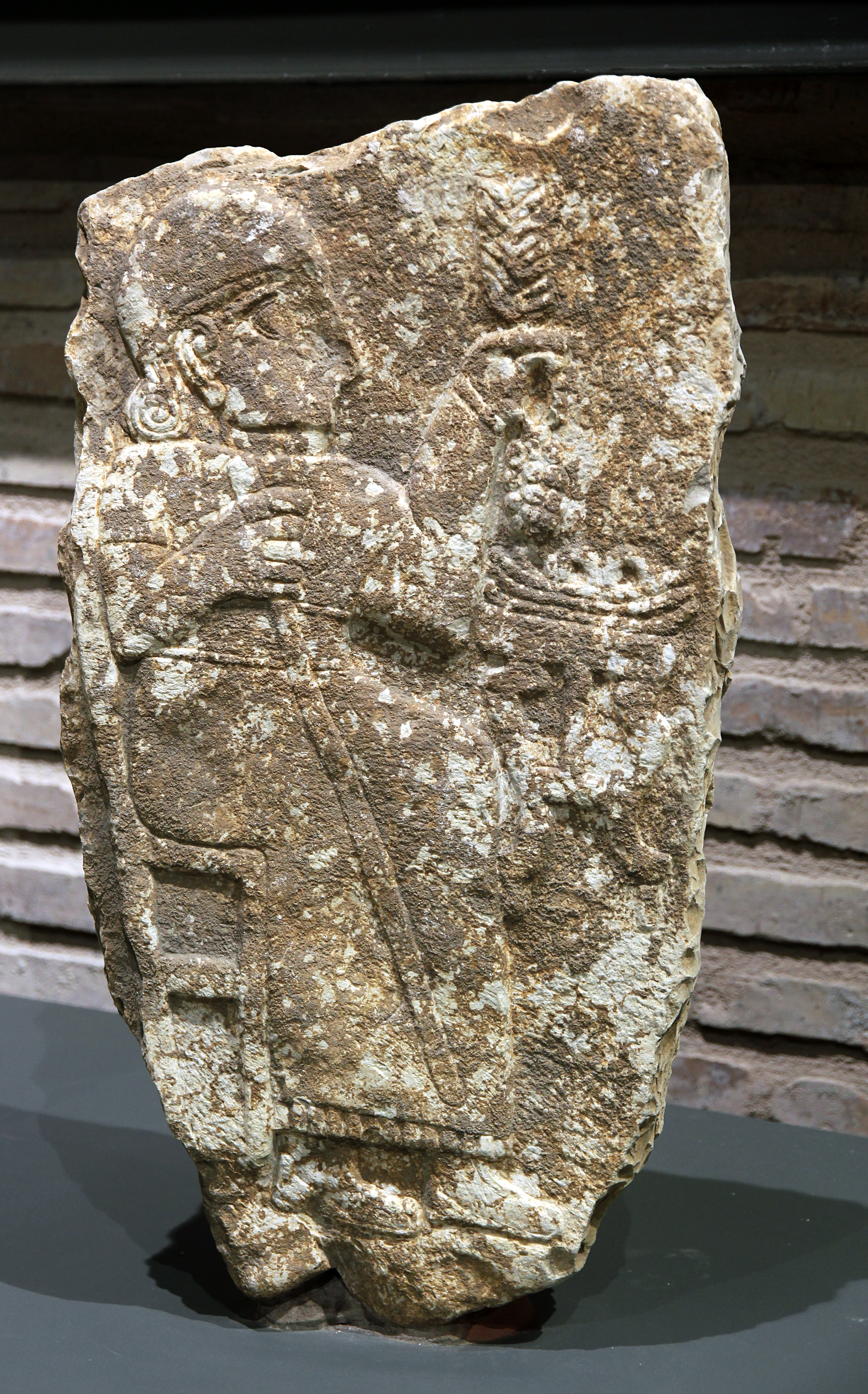
Stele Maraş C/4

Die Stele Maraş C/4 ist ein späthethitisches Relief aus der Südtürkei, wahrscheinlich ein Grabmonument. Sie wurde vor 1942 in der Umgebung der heutigen Provinzhauptstadt Kahramanmaraş (früher Maraş) gefunden, ihre genaue Herkunft ist unbekannt. Sie ist heute im Archäologischen Museum von Adana ausgestellt und hat die Inventarnummer 1785. Bei Orthmann hat sie die Bezeichnung Maraş C/4, Bonatz benennt sie C 12.

## Beschreibung
Die Stele aus Kalkstein ist 0,61 Meter hoch und 0,31 Meter breit. Sie ist stark bestoßen, aber vollständig erhalten. Auf der linken Seite zeigt sie eine sitzende, bartlose, aber wahrscheinlich männliche Figur auf einem Stuhl mit Lehne. Sie ist mit einem langen, über die Knöchel reichenden Gewand mit breitem Gürtel bekleidet. Auf dem Kopf trägt sie eine Rundkappe mit Saum, unter der im Nacken die Haare als Rolle hervorschauen. In der rechten Hand hält der Dargestellte das obere Ende eines Stabes, in der vorgestreckten linken eine nach oben stehende Ähre und herabhängende Trauben. Vor ihm steht auf Brusthöhe ein Tisch mit Mittelleiste und Querstrebe. Darauf liegen Fladenbrote und ringförmige Speisen.
Orthmann ordnet das Bildwerk in die Gruppe Maraş II ein, die er der Periode Späthethitisch IIIa zuordnet und damit ins 9. Jahrhundert v. Chr. datiert. Bonatz gibt als Datierung 875–800 v. Chr. an.